# Baronnie de Fougères
972–1792
Entités suivantes :
- Première République française

La baronnie de Fougères est un ancien territoire breton dont la capitale était située à Fougères. C'était l'une des neuf anciennes baronnies de Bretagne. 

## Histoire
Fougères, située à la limite de la Bretagne du Maine et de la Normandie, devient un centre stratégique dès le début du XIe siècle avec l'établissement  d'un premier château au bord du Nançon. Selon Arthur de la Borderie le premier seigneur; Main ou Méen Ier est un neveu et homonyme de l'archevêque de Dol. Il est vraisemblable que le château de Fougères ait été bâti sur ordre des premiers duc de Bretagne que le premier seigneur soit apparenté à l'archevêque ou pas. Le seigneur de Fougère Auffroy fait partie de l'entourage d'Alain III de Bretagne et est vraisemblablement le même Auffroy qui fait édifier vers 1024 l'église Saint-Sulpice près du nouveau château. Après la mort d'Auffroy vers 1040, les seigneurs de Fougères s'affranchissent de l'autorité du comte de Rennes et entrent parfois dans la fidélité des duc de Normandie. Main II, fils d’Auffroy, considéré comme un dominus, reçoit des terres dans l'avranchin de Guillaume le Conquérant. Son fils Raoul Ier donne à l'abbaye de Marmoutier, le prieuré de la Trinité et l'église Saint-Sulpice. Il combat lors de la bataille de Tinchebray pour Henri Ier d'Angleterre, participe à la fondation de l'abbaye de Savigny où il est inhumé en 1122. Il a comme successeurs ses deux fils Méen III et Henri qui se retire à l'abbaye de Savigny.
Raoul II fils du précédent est l'un des principaux opposants à la mainmise d'Henri II d'Angleterre sur le duché de Bretagne. La forteresse de Fougères est prise et ruinée en 1166. Raoul II la relève mais il doit se croiser avant de revenir mourir en Bretagne. Son successeur est son petit-fils Geoffroy né de son fils Guillaume prédécédé en 1187. Geoffroy de Fougères épouse une des filles d'Eudon comte de Porhoët, faisant passer une partie des biens de cette maison dans celle de Fougères. Son fils Raoul III lui succède à l'âge de 5 ans. Il accompagne plus tard Saint Louis lors de la croisade de 1248. Le 29 janvier 1253, il marie sa fille unique Jeanne de Fougères à Hugues XII de Lusignan et meurt trois ans après. Avec lui se termine la lignée des barons de Fougères

## Liste des barons de Fougères

### Famille de Fougères
- 972-1022 : Méen Ier de Fougères
- 1022-1048 : Alfred de Fougères, fils du précédent ;
- 1048-1061 : Main II de Fougères, fils du précédent ;
- 1061-1122 : Raoul Ier de Fougères, fils du précédent ;
- 1122-1124 : Main III de Fougères, fils du précédent ;
- 1124-1150 : Henri de Fougères, frère du précédent ;
- 1154-1194 : Raoul II de Fougères, fils du précédent ;
- 1196-1212 : Geoffroy de Fougères, petit-fils du précédent ; ;
- 1212-1256 : Raoul III de Fougères, fils du précédent ; ;
- 1256-1269 : Jeanne de Fougères, fille du précédent.

### Maison de Lusignan
- 1269-1303 : Hugues Ier
- 1303-1308 : Gui Ier
- 1309-1314 : Yolande de Lusignan, (1257-1314) dame de Fougères épouse 1) Renaud de Pons 2) Robert de Mareuil.

### Capétiens
- 1314-1322 : Charles Ier
- 1322-1322 : Philippe Ier
- 1322-1328 : Jean Ier
- 1328-1346 : Charles II
- 1346-1361 : Charles III
- 1361-1367 : Philippe II
- 1367-1404 : Pierre Ier
- 1404-1415 : Jean II
- 1415-1428 : Jean III

La baronnie de Fougères est réunie au duché de Bretagne puis à la couronne de France.

### Apanages
- 1524-1539  : René de Montjean
- 1547-1566  : Diane de Poitiers
- 1753-1792  : Louis-Jean-Marie de Bourbon

## Sources
- Frédéric Morvan Les Chevaliers bretons. Entre Plantagenets et Capétiens du milieu XIIe siècle au milieu du XIIIe siècle éditions Coop Breizh,  Spézet 2014  (ISBN 9782843466700) « Généalogie de Fougères  » p. 272.
- L'Art de vérifier les dates des faits historiques, des chartes, des chroniques, et autres anciens monuments, depuis la naissance de notre seigneur, tome treizième, etc., Réimprimé avec des corrections et annotations, et continué jusqu'à nos jours, Par M. de Saint-Allais, Valade, Paris, 1818. Sur Google books